# Afrakta
Afrakta (od gr. áphraktos – nieogrodzony) – dawny grecki okręt wiosłowy, używany w starożytności.